# Sađuđ
Sađuđ(mađ. Szentgyörgy)  je selo u jugoistočnoj Mađarskoj.

## Zemljopisni položaj
Loma,Lida i Ajoš su sjeverno-sjeverozapadno, Dudvar je sjeverozapadno, Čikuzda je jugozapadno, Ajoška pješčana pusta je istočno.

## Upravna organizacija
Upravno pripada bajskoj mikroregiji u Bačko-kiškunskoj županiji. Poštanski broj je 6348. Pripadao je Ajošu do 1986., a onda je odvajanjem od njega pripojen Lomi.

## Promet
5 km sjeverozapadno prolazi državna cestovna prometnica br. 54.

## Stanovništvo
2001. je godine u Sađuđu živjelo 76 stanovnika.